# コーヨークリエイト
株式会社コーヨークリエイトは、大阪府堺市に本社を置くK型フレームの設計・製造・施工などを行っている企業。

## 歴史
1978年、堺市石津町に「高洋」として創業。創業者の高田正利は元々、鉄骨や階段などを施工する会社を経営していたが、1973年の第1次オイルショックの影響で価格競争が激化し、1975年に廃業。捲土重来を期しての起業であった。会社名は四柱推命の占い師に「水に関係する名前を入れた方が良い」とアドバイスを受け、高田の「高」と太平洋の「洋」から名付けられた。1992年、「依頼主の期待に応えるため、常に新しいやり方を考え、研究する」という姿勢を社名に託したいという理由で「創造」の意味のクリエイトを付けた現社名に変更。
創業当時は総合建設請負会社として住宅を中心にマンションやオフィスビルなどの建設に携わっていた。1999年に建築構造体のK型フレームを販売開始。2002年には神戸製鋼所、日商岩井により同社のK型フレーム工法を使ったスチールハウスが全国販売された。
2004年頃からはK型フレーム事業が社業の中心になり、K型フレームの専業に。元々住宅向けに開発されたK型フレームであったが、2010年代から介護住宅やホテルなどの中規模施設の依頼が増えるようになった。2017年夏には高まる需要に対応する為、岬町に工場を新設。更に千葉県袖ケ浦市の「椎の森工業団地」に用地を所得。2019年に新工場の建設に着工し、2020年の稼働を予定している。

### K型フレーム
住宅建て替えの際の依頼者の「頑丈な家を建てたい」との依頼を元に発案された建築構造体。アルファベットの「K」の形に似た筋交いを入れているのが特徴で、従来の鉄骨構造を超える強度と、様々な住宅ニーズに対応出来るという利点を持つ。X型やT型などのバリエーションも存在する。

## 沿革
- 1978年6月 - 高洋設立[2]。
- 1992年9月 - 株式会社コーヨークリエイトに社名変更[2]。
- 2017年9月 - 本社を堺市堺区大町西に移転[11]。

## 提供番組
現在
- 日曜報道 THE PRIME（フジテレビ系列、2018年4月から）

過去
- パネルクイズ アタック25（朝日放送テレビ制作・テレビ朝日系列、2018年10月から2019年3月まで）